# Agathagowdanahalli, Gundlupet
Agathagowdanahalli là một làng thuộc tehsil Gundlupet, huyện Chamarajanagar, bang Karnataka, Ấn Độ.